# ルンド条約
ルンド条約（ルンドじょうやく。Freden i Lund）とは、1679年9月にスウェーデンのルンドで締結されたスコーネ戦争の最終的な講和条約。
同年のフランス王国とデンマークが締結したフォンテーヌブロー条約 (1679年)の内容と同じものが、スウェーデンとデンマークの間で締結された。さらに両国の利害関係を修復するために、新規に条項が加えられた。

## 内容
1. スウェーデンとホルシュタイン＝ゴットルプ公領を1660年の状態に戻す。
2. スウェーデン国王カール11世とデンマーク王妹ウルリカ・エレオノーラの結婚。
3. スウェーデンとデンマークの同盟締結（軍事面での相互援助）。
4. 第三国との同盟の禁止（同盟は両国の同意を必要とする）。

1の条項は、フォンテーヌブロー条約と同じで、2以降の条項は、両国の関係修繕のために加えられた新規条項である。
その背景には、両国のフランスに対する不満と反フランス感情があった。スウェーデンは、フランスと同盟国でありながら条約に参加出来ず、スウェーデンが従属国の様に扱われたことが屈辱的であった（ブランデンブルク選帝侯とのサン＝ジェルマン＝アン＝レー条約 (1679年)も同様に締結国ではなかった）。
一方、デンマークも戦後処理をフランスの一存で決定され、フランスの軍事的圧力に屈し、占領した領土を獲得出来なかったことが不満となった。こうした背景の結果、両国の利害が一致し、和平条約として帰結した。
この条約により、ホルシュタイン＝ゴットルプ家の主権問題などを残しながらも、北欧は20年に渡る和平が成立した。